# New Hope Club
New Hope Club là một nhóm nhạc pop đến từ Anh, được thành lập vào năm 2015. Nhóm gồm Reece Bibby, Blake Richardson và George Smith. EP (Đĩa mở rộng) đầu tay của họ, Welcome to the Club, được phát hành thông qua Steady Records / Hollywood Records vào ngày 5 tháng 5 năm 2017.. Ban nhạc sau đó đã phát hành album đầu tay mang tên mình vào tháng 2 năm 2020, đạt vị trí thứ năm trên Bảng xếp hạng Album của Vương quốc Anh .

## Tiểu sử
George Smith và Blake Richardson thành lập New Hope Club vào tháng 10 năm 2015. Với tư cách là thành viên của nhóm nhạc nam Stereo Kicks, Reece Bibby đã xuất hiện trong Mùa thứ 11 của chương trình The X Factor (Nhân Tố Bí Ẩn) ở Anh vào năm 2014 và xếp hạng 5. Stereo Kicks tan rã vào tháng 7 năm 2015 sau khi không đạt được thỏa thuận hợp đồng thu âm . Vào tháng 11 năm 2015, Bibby gia nhập New Hope Club. Bibby, Smith và Richardson đều đến từ miền Bắc nước Anh . Bản thu âm đầu tiên của New Hope Club là bản cover "Wake Up" của The Vamps vào tháng 10 năm 2015. Vào tháng 12 năm 2015, The Vamps đã giúp New Hope Club ký hợp đồng với hãng đĩa Steady Records của họ - một công ty con của hãng đĩa Virgin EMI Records . Họ là nhóm nhạc thứ hai ký hợp đồng với hãng này, chỉ sau The Tide .
Ban nhạc đã hỗ trợ The Vamps trong ba chuyến lưu diễn ở Vương quốc Anh / Châu Âu (2017, 2018, 2019) và biểu diễn một bài hát mỗi đêm ('Cecilia') trong Wake Up Tour (2016). Họ cũng đã đồng hành cùng The Vamps trong chuyến lưu diễn ở Hoa Kỳ năm 2018
EP đầu tay của New Hope Club, Welcome to the Club gồm 4 bài hát được phát hành trên Hollywood Records thông qua Steady Records vào ngày 5 tháng 5 năm 2017. Video âm nhạc của "Perfume" đã được phát hành vào tháng 1 năm 2017 và video âm nhạc "Fixed" đã được phát hành cùng với EP của họ. Nhóm đã trụ được hơn 10 tuần trên bảng xếp hạng Billboard Next Big Sound, đạt vị trí thứ 5 vào ngày 16 tháng 9 năm 2017. Tại Lễ trao giải Teen Choice 2017, họ đã được đề cử cho Choice Next Big Thing.
Nhóm cũng đã phát hành video âm nhạc thứ tư và cuối cùng trong EP của họ, cho bài hát "Water" vào ngày 6 tháng 10 năm 2017.
Một bài hát Giáng sinh có tên "Who He Is" đã được phát hành cùng với một video âm nhạc vào ngày 1 tháng 12 năm 2017.
Nhóm đã biểu diễn tại các chương trình  ở O2 Shepherd's Bush Empire,London, vào ngày 1 và 2 tháng 6 năm 2018, giúp họ có được nhiều sự chú ý và đón nhận hơn. Những buổi biểu diễn này đã bán hết vé và được ủng hộ bởi các nghệ sĩ như Max & Harvey và RoadTrip. Vào đầu năm 2018, nhóm đã phát hành video âm nhạc cho đĩa đơn "Start Over Again" và hai bài hát trong nhạc phim "Early Man" ("Good Day" và "Tiger Feet"). Vào mùa hè cùng năm, họ cũng đã phát hành video âm nhạc cho bài hát của mình, "Medicine". Đây là video âm nhạc của họ đạt được 1 triệu lượt xem nhanh nhất trên YouTube. Vào tháng 10 năm 2018, họ đã phát hành EP thứ hai mang tên Welcome to the Club Pt. 2
Họ đã phát hành đĩa đơn "Permission" vào ngày 1 tháng 2 năm 2019, và đĩa đơn "Love Again" vào ngày 3 tháng 5 năm 2019.
Vào tháng 6 năm 2022, họ phát hành đĩa đơn đa ca khúc "Getting Better" và "Girl Who Does Both".

## Các chuyến lưu diễn
New Hope Club đã mở màn cho The Vamps trong chuyến lưu diễn Vương quốc Anh năm 2016, và cho chuyến lưu diễn của họ đến Vương quốc Anh và Ireland vào mùa xuân năm 2017. Họ thường xuyên biểu diễn bài hát " Oh Cecilia (Breaking My Heart) " cùng với The Vamps trong chuyến lưu diễn đó. Họ cũng đã mở màn cho Tini Stoessel trong chuyến lưu diễn Got Me Started 2017 của cô ấy ở Đức. Họ cũng đã mở màn cho Sabrina Carpenter trong chuyến lưu diễn De-Tour mùa hè 2017 Bắc Mỹ của cô ấy, và mở màn một lần nữa cho The Vamps trong chuyến lưu diễn mùa thu năm 2017 tại Úc. Vào tháng 8 năm 2017, họ biểu diễn tại Arthur Ashe Kids 'Day tại Sân vận động Arthur Ashe ở Thành phố New York. Vào đầu năm 2019, họ đã thực hiện một chuyến lưu diễn nhỏ đặc biệt ở châu Âu, biểu diễn ở Paris, Amsterdam, Antwerp và Cologne. Họ đã bắt đầu chuyến lưu diễn vòng quanh thế giới đầu tiên của mình, Love Again Tour vào ngày 8 tháng 6 năm 2019 vừa qua tại Manila, Philippines tại Nhà hát New Frontier. Họ tiếp tục đến Bangkok, Thái Lan và Seoul, Hàn Quốc. Vào mùa hè năm 2019, họ đã tổ chức các buổi biểu diễn ở Mỹ và lưu diễn ở một số quốc gia Châu Âu. Vào mùa thu năm 2019, họ đã đến Vương quốc Anh và Ireland. Vào năm 2022, họ bắt đầu chuyến lưu diễn Getting Better của mình, bắt đầu vào ngày 29 tháng 5 với các buổi biểu diễn acoustic ở Anh, và sau đó là các buổi biểu diễn điện tử ở Mỹ, bắt đầu vào ngày 12 tháng 7. Họ cũng sẽ lưu diễn ở Châu Âu, Đông Nam Á và Châu Mỹ Latinh.

## Các thành viên
- Blake Richardson, sinh ngày 2 tháng 10, 1999 (25 tuổi)  - hát chính, guitar, piano.
- George Smith, sinh ngày 9 tháng 3, 1999 (26 tuổi)- hát, guitar, piano.
- Reece Bibby, sinh ngày 13 tháng 8, 1998 (26 tuổi) - hát, bass, trống, cajon, guitar. Anh từng là thành viên của nhóm Stereo Kicks .

## Đĩa nhạc

### Album phòng thu
| Tiêu đề       | Thông tin chi tiết | Vị trí biểu đồ đỉnh | Vị trí biểu đồ đỉnh | Vị trí biểu đồ đỉnh | Sales        |
| Tiêu đề       | Thông tin chi tiết | Vương quốc Anh      | IRE                 | KOR                 | Sales        |
| ------------- | --- | ------------------- | ------------------- | ------------------- | ------------ |
| New Hope Club | - Ngày phát hành: 14 tháng 2 năm 2020 - Hãng đĩa: Virgin / Universal Music Group - Định dạng: Tải xuống kỹ thuật số, phát trực tuyến | 5                   | 7                   | 43                  | - KOR: 1.199 |

### Đĩa đơn mở rộng
| Tiêu đề                   | Ghi chú                                                                                                  |
| ------------------------- | --- |
| Welcome to the Club       | - Ngày phát hành: 5 tháng 5 năm 2017 - Hãng đĩa: Steady / Hollywood - Định dạng: Tải xuống kỹ thuật số   |
| Welcome to the Club Pt. 2 | - Ngày phát hành: 30 tháng 10 năm 2018 - Hãng đĩa: Steady / Hollywood - Định dạng: Tải xuống kỹ thuật số |
| Summer Showers with Reece | - Ngày phát hành: 12 tháng 8 năm 2021 - Hãng đĩa: UMG - Định dạng: Tải xuống kỹ thuật số                 |

### Đĩa đơn
| Tiêu đề                               | Năm      | Album                                         |
| ------------------------------------- | -------- | --------------------------------------------- |
| "Perfume"                             | 2017     | Welcome to the Club EP                        |
| "Make Up"                             | 2017     | Đĩa đơn, không có album                       |
| "Fixed"                               | 2017     | Welcome to the Club EP                        |
| "Water"                               | 2017     | Welcome to the Club EP                        |
| "Fixed" (Brad Simpson Remix)          | 2017     | Welcome to the Club EP (Asia Special Edition) |
| "Whoever He Is"                       | 2017     | Welcome to the Club EP (Asia Special Edition) |
| "Good Day"                            | 2018     | Early Man: Original Motion Picture Soundtrack |
| "Tiger Feet"                          | 2018     | Early Man: Original Motion Picture Soundtrack |
| "Start Over Again"                    | 2018     | Đĩa đơn, không có album                       |
| "Medicine"                            | 2018     | New Hope Club                                 |
| "Crazy"                               | 2018     | New Hope Club                                 |
| "Karma"                               | 2018     | New Hope Club                                 |
| "Let Me Down Slow - trực tiếp tại O2" | 2018     | New Hope Club                                 |
| "Permission"                          | 2019     | New Hope Club                                 |
| "Love Again"                          | 2019     | New Hope Club                                 |
| "Somebody That You Loved"             | 2019     | Đĩa đơn, không có album                       |
| "Paycheck"                            | 2019     |                                               |
| "Know Me Too Well" với Danna Paola    | 2019     | New Hope Club                                 |
| "Let Me Down Slow" với R3HAB          | Năm 2020 | New Hope Club                                 |
| "Worse"                               | Năm 2020 | Đĩa đơn, không có album                       |
| "Getting Better"                      | 2022     |                                               |
| "Girl Who Does Both"                  | 2022     |                                               |

### Video âm nhạc
| Tiêu đề                          | Năm  | Đạo diễn           | Ref.   |
| -------------------------------- | ---- | ------------------ | ------ |
| "Perfume"                        | 2017 | Dean Sherwood      | [ 29 ] |
| "Make Up"                        | 2017 | Dean Sherwood      | [ 30 ] |
| "Fixed"                          | 2017 | Ed Rigg            | [ 31 ] |
| "Water"                          | 2017 | Dean Sherwood      | [ 32 ] |
| "Fixed (Brad Simpson) Remix"     | 2017 | Joshua Tanner      | [ 33 ] |
| "Whoever He Is (Christmas Song)" | 2017 | Dean Sherwood      | [ 34 ] |
| "Good Day"                       | 2018 | Dean Sherwood      | [ 35 ] |
| "Tiger Feet" (lyric video)       | 2018 | Chris Philips      | [ 36 ] |
| "Tiger Feet"                     | 2018 | Dean Sherwood      | [ 37 ] |
| "Start Over Again"               | 2018 | Dean Sherwood      | [ 38 ] |
| "Medicine"                       | 2018 | Dean Sherwood      | [ 39 ] |
| "Crazy"                          | 2018 |                    | [ 40 ] |
| "Permission"                     | 2019 |                    | [ 41 ] |
| "Love Again"                     | 2019 |                    | [ 42 ] |
| "Know Me Too Well"               | 2019 |                    | [ 43 ] |
| "Let Me Down Slow"               | 2020 |                    | [ 44 ] |
| "Let Me Down Slow (Acoustic)"    | 2020 |                    | [ 45 ] |
| "Getting Better"                 | 2022 |                    | [ 46 ] |
| "Girl Who Does Both"             | 2022 | Joshua Fairbrother | [ 47 ] |